# Grewioideae
Classification APG II (2003)
Sous-famille
Grewioideae est le nom botanique d'une sous-famille de Malvacées. Elle comprend 25 genres (plus de 700 espèces) :
- Grewia L.
- Microcos L.
- Eleutherostylis Burret
- Trichospermum Blume
- Colona Cav.
- Goethalsia Pittier
- Luehea Willd.
- Lueheopsis Burret
- Duboscia Bocq.
- Desplatsia Bocq.
- Hydrogaster Kuhlmann
- Tetralix Griseb.
- Vasivaea Baill.
- Corchorus L.
- Pseudocorchorus Capuron
- Heliocarpus L.
- Triumfetta L.
- Erinocarpus Nimmo ex J. Grah.
- Glyphaea Hook. f. ex Planch.
- Entelea R. Br. ex Sims
- Clappertonia Meisn.
- Sparrmannia L. f.
- Apeiba Aubl.
- Ancistrocarpus Oliv.
- Mollia Mart.